# Haviland (Kansas)
Haviland é uma cidade localizada no estado americano de Kansas, no Condado de Kiowa.

## Demografia
Segundo o censo americano de 2000, a sua população era de 612 habitantes.
Em 2006, foi estimada uma população de 572, um decréscimo de 40 (-6.5%).

## Geografia
De acordo com o United States Census Bureau tem uma área de
1,2 km², dos quais 1,2 km² cobertos por terra e 0,0 km² cobertos por água. Haviland localiza-se a aproximadamente 657 m acima do nível do mar.

## Localidades na vizinhança
O diagrama seguinte representa as localidades num raio de 32 km ao redor de Haviland.